# Mittfältare (fotboll)
Mittfältare är den position i fotboll som ligger i mitten av planen. Mittfältarens uppgift är att vara länken mellan egna lagets anfall och försvar, det vill säga att skapa målchanser för det egna laget samt att förhindra att motståndarna skapar målchanser. Det finns olika former av mittfältare. Vissa som är mer offensiva, och vissa som är mer defensiva.
Centrala mittfältare, eller innermittfältare, har utgångspunkt centralt på planen. De kan ha både offensiva och defensiva uppgifter. Den defensiva mittfältarens huvudsakliga uppgift är att förhindra motståndarna från att skapa målchanser.

## Mittfältare
Mittfältarna kan delas in i centrala eller yttermittfältare samt i defensiva eller offensiva.

### Centrala mittfältare
Centrala mittfältare, eller innermittfältare, (på engelska: centre midfielder eller central midfielder) har utgångspunkt centralt på planen. De kan ha både offensiva och defensiva uppgifter. I modern fotboll handlar mycket av spelet om att vinna kampen centralt på planen. Därför spelar många lag med tre centrala mittfältare.

### Defensiv mittfältare
Den defensiva mittfältarens (på engelska: defensive midfielder) huvudsakliga uppgift är att förhindra motståndarna från att skapa målchanser. Utgångspositionen är ofta långt ned på planen, strax framför de egna mittbackarna. I den positionen kan de både markera bort motståndarnas släpande anfallare, och stöta framåt mot motståndarnas centrala mittfältare.
En defensiv mittfältare kan också ha en viktig speluppbyggande roll. Från sin djupa position på mittfältet har den defensiva mittfältaren bra överblick över spelet och en skicklig passningsspelare kan från den positionen kontrollera matchens tempo samt sätta igång anfall med öppnande långbollar. På italienska kallas den rollen för regista, regissör, eftersom spelaren har som uppgift att styra och dirigera lagets spel.

### Offensiv mittfältare
En offensiv mittfältare (på engelska: offensive midfielder eller attacking midfielder) har liknande roll som en släpande anfallare. Rollen innebär en utgångsposition framför övriga centrala mittfältare och spelarens uppgifter är huvudsakligen på offensiv planhalva. Genom sin kreativitet, fantasi och teknik förväntas spelaren vara den som skapar målchanser för sitt lag. På italienska kallas rollen ofta för trequartista och indikerar att spelaren opererar i den tredje ”kvarten”, mellan den andra, mittfältet, och den fjärde, anfallet. Spelaren kan också ha mer defensiva uppgifter, till exempel att störa en speluppbyggande defensiv mittfältare hos motståndarna.

### Ytter
En ytter (på engelska: winger, wing-half eller outside midfielder) är en offensiv spelare med utgångspunkt på kanten. En ytter kan, lite beroende på hur högt upp på planen den startar, räknas både som anfallare och mittfältare. Ytterns roll var traditionellt att genom fart och teknik ta sig förbi motståndarnas ytterback för att slå inlägg mot centern. I modern fotboll har många lag valt att använda sig av yttrar som istället går inåt på planen för att på så sätt få skottläge. Denna position kallas på engelska inverted winger (ungefär inverterad ytter).